# 小石田純一
小石田 純一（こいしだ じゅんいち、1980年10月2日 - ）は、日本のお笑い芸人（ピン芸人）。本名、並木 政幸（なみき まさゆき）。身長154cm。
埼玉県さいたま市西区出身。ニュースタッフプロダクション所属。さいたま市立大宮西高等学校（現・さいたま市立大宮国際中等教育学校）を経て、駒澤大学法学部政治学科卒業。

## 来歴・人物
中学時代はラグビー部、高校時代は柔道部、大学時代はスキーサークルに所属。
1浪1留で24歳で大学を卒業後、ダウンタウンに憧れ東京NSCに11期生として入学（同期にエド・はるみ、向井慧（パンサー）、チョコレートプラネットなど）。コンビ志望で同期と「カスミガセキ」というコンビを組んだが、相方が途中で来なくなり連絡も取れず一人になってしまい中退。その後は公務員を目指そうとしたが公務員試験の難しさからやはり芸人を目指そうと思い、ワタナベコメディスクールに9期生として入学（同期にあばれる君など）。
ワタナベコメディスクールに在籍中のある日のネタ見せで、BOOMERの伊勢浩二から「石田純一さんに似てるからそっちで攻めた方が良い」と言われたが、本人はこの時は意に介さなかった。しかし、その後も芸人としての成長が見られなかったため、当時の事務所社長やマネージャーらに説得され、当時の芸名「ナミキ」から渋々「小石田純一」に改名。伊勢から似ていると言われる前は、一度だけ大学時代にサークルの合宿で訪れた長野県の駅の待合室にいたお婆さんから「似てるね」と言われたことがあり、その時も自分では似ていると思わなかったという。「ナミキ」以前は黒豆っぽいという理由で「クロマメ」という芸名だった。
「小石田純一」という芸名は、事務所の先輩であるダークホース山出から提案されたもので、改名する時は「改名したら石田純一さんのネタしか出来なくなってしまうだろうし、ウケなかったら芸人として終わるだろうし…」と悩んだという。この頃から本気で、自分を石田純一だと思い始める。好きな女性も、石田の実際の夫人である東尾理子を挙げている。
「石田純一さんのように、誰からも愛されるようになりたい」と語っている。 本家の石田純一とは違い、全然モテず、本人曰く「（2013年10月の時点で）恋は10年お休み中だよ」とのこと。
なお、本家・石田純一には「彼の芸として成り立っている」として“公認”されたようになっている。2013年10月22日に行われたイベントで、公の場で小石田と石田の初めてのツーショットが実現した。
オリジン弁当でバイトをしていた時にお笑いよりも料理のほうが楽しくなり、料理のスキルを磨きたいと思いバイト先を大戸屋に変更した。ブレイク前まで新宿の大戸屋でのバイトを長年続け、バイト先では「並木さん（小石田の本名）がいれば今日は大丈夫」と一目置かれるようになった。定番メニューの｢チキンかあさん煮定食｣は何百食、何千食と作ったという。おすすめメニューとして「さばの炭火焼き定食」を挙げている。
2012年から2019年まで事務所の先輩である弾丸ジャッキーのテキサスとルームシェアをしていた。
かまいたちの山内健司に似ているとよく言われ、2017年12月5日放送の『ものまねグランプリ』（日本テレビ）では小石田純一に扮した山内と出演し、ものまねされる側となっている。2022年からはやす子のものまねも行っている。
高橋名人の物真似も行うが、大スベリしたためにあまりやっていなかった。しかし、（同じ事務所の）ぼびぼびお扮するボンバーマンに爆弾を仕掛ける高橋名人というネタ（テレビ東京『勇者ああああ』）で日の目を見た。
2024年に小石田純一自身が発表した「似てると言われるランキング」は、5位かまいたち山内、4位佐良直美、3位やす子、2位レゴ（のミニフィギュア）、1位小石田純一の母で、石田純一は6位だった。母は佐良直美に激似だという。母からは「もっとちゃんと研究しなさい」とダメ出しを受けている。
2020年4月に石田純一がコロナに感染し入院した際には、Twitterで「1日も早く回復されることを祈っております。」とツイートしエールを送った。
Jリーグ・大宮アルディージャのサポーターで、ホームのNACK5スタジアムの他、アウェイの平塚、群馬、栃木、山形などでの試合も観戦している。また、WEリーグに所属する女子チームの大宮アルディージャVENTUSの試合も観戦している。
2016年に『噂の!東京マガジン』で放送されたムクドリの被害についての特集で、さいたま市の小石田の実家の畑が取材を受け、被害にあった農家の男性として小石田の父がインタビューされた。
コロナ禍をきっかけに都内の住まいを引き払って実家に戻り農業を手伝うようになり、都内などの仕事場と往復。さいたま市民に戻ったことで、市の公式アプリPR大使を務めるなどしている。
2021年12月にYouTubeチャンネル「小石田Jチャンネル」を開設。実家の畑で収録した農業の動画を中心に投稿している。チャンネル登録者数は約300人だったが、2022年12月にタイムマシーン3号のYouTubeチャンネルとコラボしたところ登録者数が一気に3000人を超え、「タイムさんの影響力の凄さにビビってます…。サディスティック・ミカ・バンドよりも「タイムマシーンにお願い」な小石田純一です。」と語っている。2025年6月にタイムマシーン3号が出演した際にも「びっくりするような再生数をたたき出しました。タイムマシーン3号さんが出演してくれた動画の伸び方がハンパないです。タイムさん、すげぇ。」と語っている。また、大宮アルディージャに関する動画も公開している。
2025年7月に福山雅治のモノマネ芸人のみっちーから誘われオランダ発祥のニュースポーツ「YOU.FO（ユーフォー）」のチームを結成し、東京都墨田区で開催された世界大会「YOU.FOワールドカップ2025」に日本代表9チームのうちの1チームとして出場した（結果は25チーム中19位）。

## 芸風
白いシャツにピンクのカーディガンをディレクター巻き（プロデューサー巻き）、素足に革靴といった石田純一に扮した出で立ちでネタをする。（2018年頃、Googleで｢プロデューサー｣と検索すると小石田純一の画像が表示される時期があった。）
好きな五十音を一文字言うと、すぐにオシャレでトレンディな言葉を返すネタがある。一つの音に対して平均3～4個ストックがあり、一番多いのが「あ」（浅野温子、浅野ゆう子、アン・ルイス、朝シャン、赤坂プリンスホテルなど）、逆に少ないのが「る」（ルビー・モレノ、ルームサービス）だという。バラエティ番組で濁音攻めの展開になりうまく返せなかったことがあり、「濁音は簡単には出てこないので、これから強化していかないと」と語っている。
他に石田に扮した自己紹介ネタ（例「恋ははかないもの、はかないのは靴下だけ。小石田純一です」）や、ブリッジに「トレンディー」と言うショートコント等がある。過去に石田と噂になった女性のネタはやらないようにしており、以前は「昔、よく遊んだ川は長谷川」というネタがあったが現在は封印している。
そっくり館キサラでは主にMCを務めている。
R-1ぐらんぷりの最高成績は2回戦敗退。2009年にはワタナベコメディスクールの同期オカダヨシヨシとコンビ「ヒゲロック」を結成しM-1グランプリで2回戦に進出。2021年にはピン芸人の太田トラベルとコンビ「小石田純一ズ」を結成しM-1で2回戦に進出した。

## 趣味・特技
- トレンディドラマ鑑賞（石田純一主演）
- 石田純一のスケジュールチェック
- ゴルフ
- サッカー観戦（大宮アルディージャサポーター）
- 神社仏閣巡り・御朱印集め
- スキー（1級）、柔道初段

## 出演

### テレビ
- 芸人報道（2013年2月4日、日本テレビ）
- 笑っていいとも!（2013年2月15日、フジテレビ）
- はねるのトびら（2011年9月7日、フジテレビ）
- Oh!どや顔サミット（2012年6月1日、15日、テレビ朝日）
- 爆笑!ものまねウォーズ（2011年10月20日、TBS）
- ペケ×ポン（2013年4月12日、フジテレビ）
- 行列のできる法律相談所（2013年5月5日、2013年6月9日、日本テレビ）
- スッキリ!!（2013年3月20日他、日本テレビ）
- しゃべくり007（2013年5月20日、日本テレビ）
- シューイチ（日本テレビ）
- ものまねグランプリ（日本テレビ）
- 侵略!ガルパンダZ（2016年、TOKYO MX、サンテレビ） - トレンディな男 役
- オールスター後夜祭（2018年10月7日[37]、2019年4月7日[38]、TBS）
- 輝きちゃんねる（2021年9月‐、刺激ストロングチャンネル）MC[39]
- 家、ついて行ってイイですか?（2022年6月15日、テレビ東京）- 波乱の人生＆衝撃ハウスSP

### ドラマ
- 新しい王様Season2（2019年、TBS×Paraviスペシャルドラマ）

### ラジオ
- OBPゆーこと小石田純一のグララジ（ラジオ大阪）

### 舞台
- 『お披露目〜死体編〜』（2015年、小劇場B1）
- 『キャッシュ・オン・デリバリー』（2016年、下北沢駅前劇場）
- 劇団SHOW&GO FESTIVAL第22回公演『ぼちぼちそろそろ～farewell』（2017年、「劇」小劇場）
- メディアンプロ第4回本公演『ターミナルライフ』（2018年、新宿シアターブラッツ）
- 崖っぷちウォリアーズ第5回公演『ゼッタイ、幸せになってやる!』（2018年、劇場MOMO）
- うわの空・藤志郎一座『ルナ・レインボウ』（2018年、紀伊國屋ホール）
- 『横浜ダブルブッキング 夢×夢 ～なんで、どうしてこうなるの!?～』（2018年、Yokohama O-SITE）
- うわの空・藤志郎一座『ラストシーン』（2019年、紀伊國屋ホール）
- 『恋愛戯曲』（2019年、劇場MOMO）
- うわの空・藤志郎一座『ただいま!』（2020年、高島平バルスタジオ）
- うわの空・藤志郎一座『第3のセルベッサ』（2021年、赤坂CHANCEシアター）
- うわの空・藤志郎一座『1秒だけモノクローム』（2022年、赤坂CHANCEシアター）
- 『おばドルゆみこ2024』（2024年、シアター・アルファ東京、富士市文化会館ロゼシアター小ホール）
- 『おばドルゆみこ2025浅草編』（2025年、シアター・アルファ東京）
- 101旗揚げ公演『本気で嘘を愛した本気な人たち』（2025年、劇場MOMO）

### CM
- V.I（from BIGBANG）日本ソロデビューアルバム『LET'S TALK ABOUT LOVE』TVCM（2013年）[40]

### MV
- L.B.バービーズ『お願い!マスター』（2020年）[41]
- DA PUMP『PUMP UP MEGA-MIX（MIX by DJ BOSS）』（2021年）[42]
- やさしいひとたち。『アンセム』（2022年）[43]
- Offo tokyo『Mermaid -Never Ending Summer-』（2025年）[44]